# 戴维·罗伯茨 (冰球运动员)
戴维·罗伯茨（英語：David Roberts，1970年5月28日—），美国男子冰球运动员，场上位置是前锋。他曾代表美国国家队参加1994年冬季奥林匹克运动会冰球比赛，获得第8名。